# St. Bernward (Groß Ilsede)

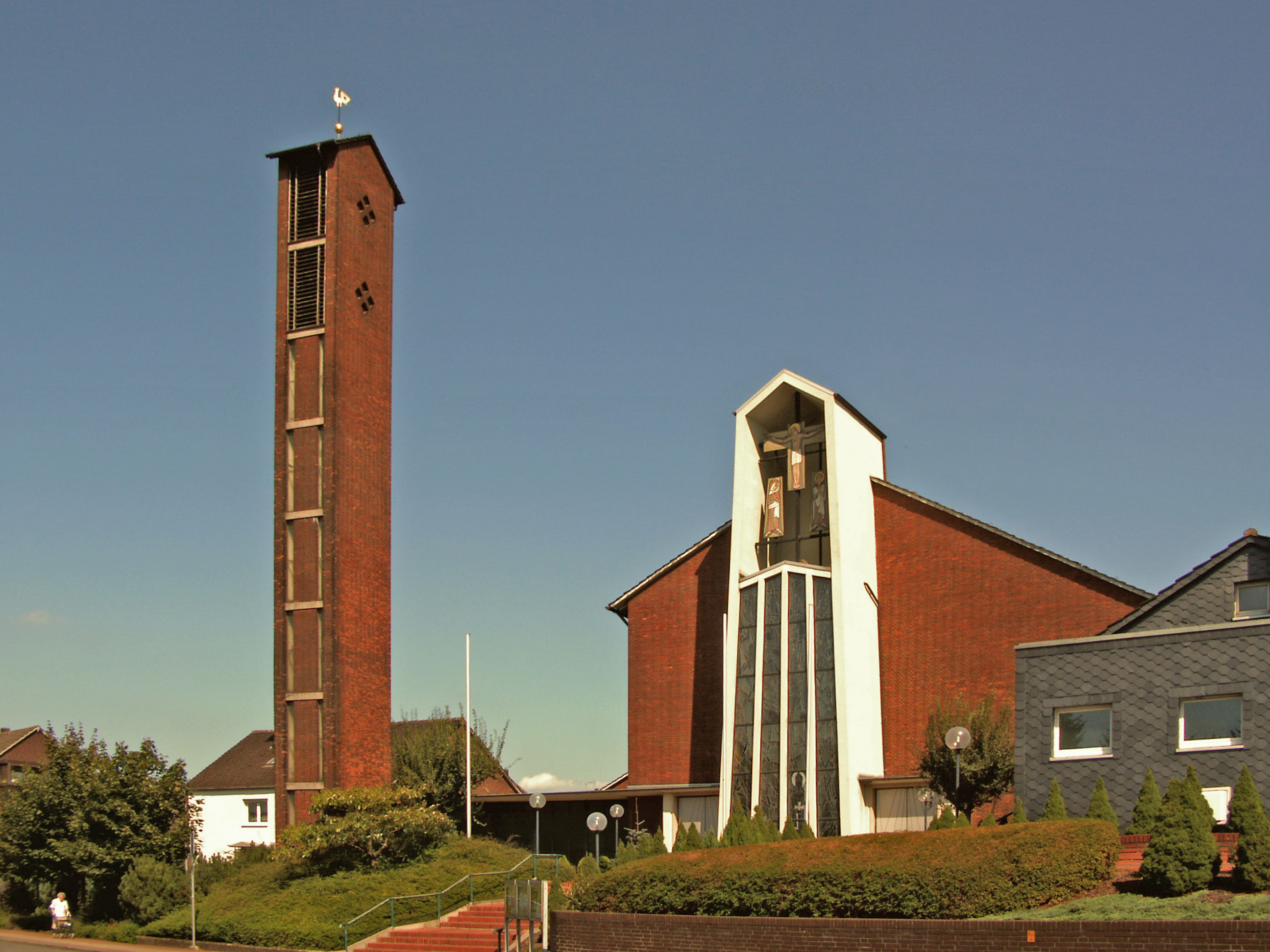
St.-Bernward-Kirche

Die Kirche Sankt Bernward ist die römisch-katholische Pfarrkirche in Groß Ilsede, einem Ortsteil der Gemeinde Ilsede, im Landkreis Peine in Niedersachsen. Die gleichnamige Pfarrgemeinde gehört zum Dekanat Braunschweig des Bistums Hildesheim. Die nach dem heiligen Bernward von Hildesheim benannte Kirche befindet sich in der Gerhardstraße 47.

## Geschichte

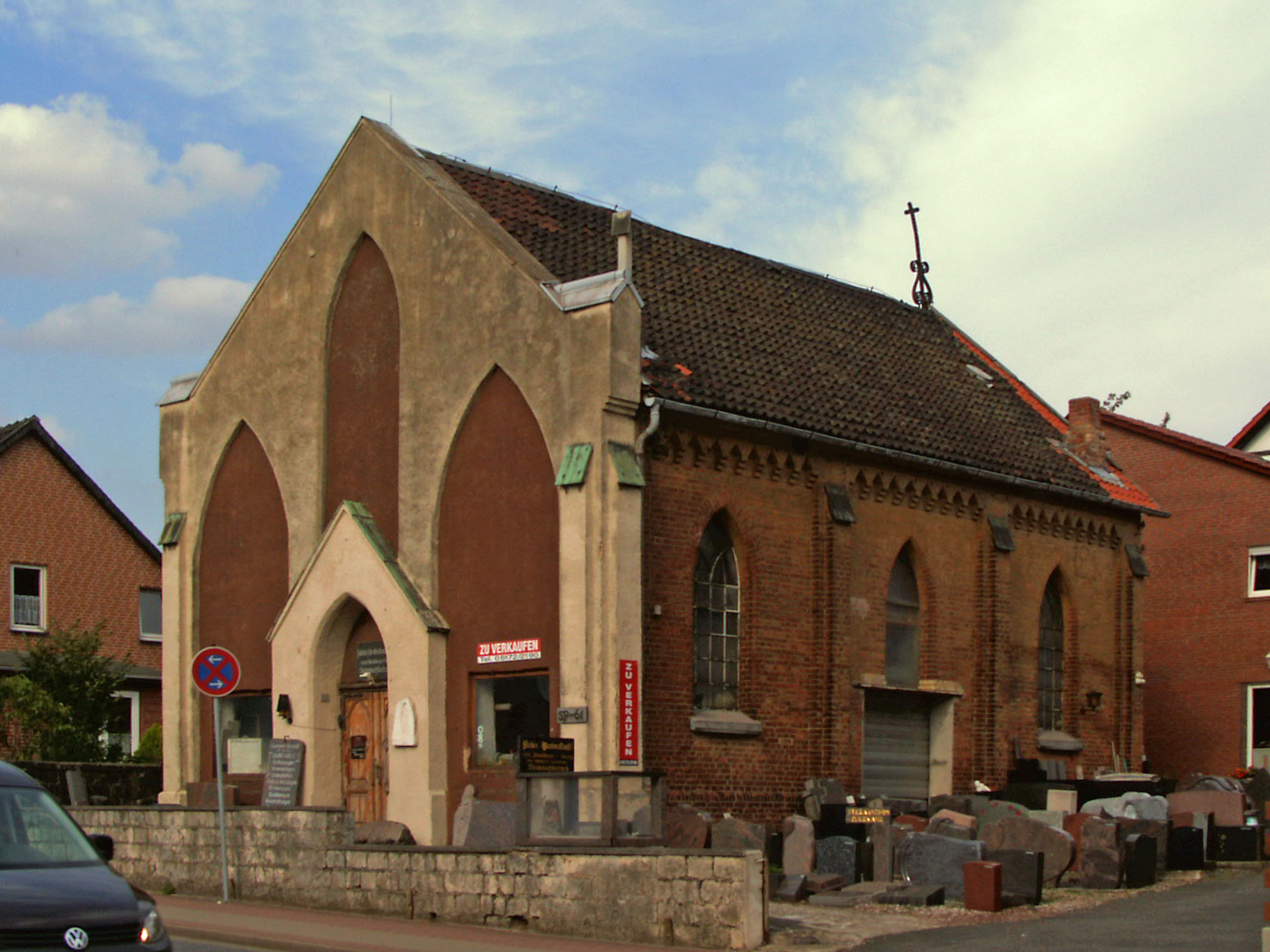
Ehemalige St.-Bernward-Kirche (2013)

Mit Einführung der Reformation im 16. Jahrhundert wurde die Bevölkerung von Groß Ilsede und den umliegenden Ortschaften evangelisch-lutherisch. Die wenigen Katholiken in Groß Ilsede wurden von der Pfarrei in Steinbrück betreut. Erst nach der um 1860 erfolgten Errichtung der Ilseder Hütte siedelten sich wieder Katholiken in größerer Zahl in Groß Ilsede an.
Am 15. Mai 1881 wurde der Grundstein für die erste kleine St.-Bernward-Kirche gelegt, er ist noch in einer Seitenkapelle der heutigen Kirche vorhanden. Am 15. Mai 1884 wurde sie durch Generalvikar Paasch eingeweiht. 1901 übernahm Kaplan Augustin Arend als der erste ortsansässige Geistliche die Seelsorge, zuvor hielten Priester aus Steinbrück oder Peine die Heilige Messe. Groß Ilsede war zu diesem Zeitpunkt eine Pfarrvikarie der Peiner Kirchengemeinde. 1946 vergrößerte sich die Gemeinde durch den Zuzug von Heimatvertriebenen, überwiegend aus Schlesien, erheblich. Am 1. August 1949 wurde die Kuratiegemeinde St. Bernward errichtet.
1953 erwarb man den Bauplatz für die neue Kirche, da die bisherige Kirche inzwischen zu klein geworden war. Am 26. April 1959 wurde der Grundstein der heutigen Kirche gelegt, die am 10. April 1960 von Heinrich Maria Janssen geweiht wurde. Die alte Kirche wurde geschlossen und 1969 an einen Steinmetzbetrieb verkauft. Bereits am 1. April 1960 war die Kuratiegemeinde zur Pfarrei erhoben worden. 1972 wurde der Altarraum nach den Beschlüssen des Zweiten Vatikanischen Konzils umgestaltet.
Am 1. September 2008 vergrößerte sich die Pfarrei um die Kirchen in Hohenhameln, Lengede und Steinbrück. Die früher zur Pfarrgemeinde gehörende St.-Thomas-Kirche in Adenstedt wurde 2009 profaniert.
2018 erfolgte eine Renovierung der Kirche. Die Künstlerin Lilian Moreno Sánchez aus Chile entwarf neue Buntglasfenster für das Kirchenschiff mit Motiven aus Passion und Auferstehung Jesu Christi, die von der Glasmalerei Peters in Neuenbeken realisiert wurden. Die Taufkapelle bekam einen neuen Platz.
Seit Juli 2021 verfügt die Pfarrei über keinen eigenen Pfarrer mehr, sondern wird vom Pfarrer der Pfarrei Peine mitbetreut.

## Architektur und Ausstattung
Die nach Plänen von Josef Fehlig erbaute Kirche befindet sich in rund 75 Meter Höhe über dem Meeresspiegel und verfügt über 320 Sitzplätze. Die in der Marienkapelle befindlichen Buntglasfenster stammen aus der alten Kirche, sie zeigen die heiligen Bernward und Godehard.
Die Orgel wurde von 1974 bis 1976, in mehreren Bauabschnitten, vom Unternehmen Gebrüder Stockmann erbaut.